# Pinkerton National Detective Agency
La Pinkerton National Detective Agency (in italiano agenzia investigativa nazionale Pinkerton) è un'agenzia di investigazione privata fondata nel 1850 negli Stati Uniti nel corso della breve presidenza di Zachary Taylor dallo scozzese Allan Pinkerton.

## Storia
Pinkerton divenne famoso per aver scoperto il complotto per l'assassinio di Abraham Lincoln, che durante la campagna elettorale assunse gli agenti di Pinkerton come guardie del corpo durante la guerra di secessione americana. Quando il presidente fu ucciso, la sua sicurezza non era più affidata a Pinkerton, ma al personale dell'esercito degli Stati Uniti. In seguito l'Anti-Pinkerton Act del 1893 limitò i casi in cui il governo federale degli Stati Uniti potesse avvalersi di agenzie di investigazione privata.
L'agenzia diventò in breve tempo la più importante società di sicurezza negli USA, perdendo poi importanza con la nascita dell'FBI; opera ancora oggi con lo stesso nome, ed è parte della società di sicurezza svedese Securitas AB.

## Nella cultura di massa
L'agenzia o gli agenti della Pinkerton vengono menzionati in alcuni film come La leggenda di Zorro, in L'agente speciale Pinkerton, film del 1955 del regista Tim Whelan, e nel remake del 2007 di James Mangold, Quel treno per Yuma. Un agente realmente esistito della Pinkerton si infiltra in un'organizzazione sindacale segreta ne I cospiratori (The Molly Maguires), un film del 1970 diretto da Martin Ritt e interpretato da Richard Harris e Sean Connery. Nel film ...continuavano a chiamarlo Trinità con Bud Spencer e Terence Hill, i due si spacciano per agenti Pinkerton.
Nella pellicola del 1967 Faccia a faccia, con Gian Maria Volonté, un agente della Pinkerton svolge un ruolo fondamentale nello sviluppo della trama quando compromette i piani dei protagonisti. Gli agenti dell'agenzia Pinkerton compaiono anche nei timori di Jesse nel film L'assassinio di Jesse James per mano del codardo Robert Ford, interpretato da Brad Pitt nel 2007. I fratelli Pinkerton vengono menzionati anche nel film Bad Girls, diretto da Jonathan Kaplan. Nella versione del 2017 di Assassinio sull’Orient Express uno dei personaggi aggiunti da Kenneth Branagh nel suo adattamento (non era presente nel romanzo di Agatha Christie) sostiene di far parte della Pinkerton.
Anche nella letteratura si trovano richiami alla Pinkerton. Un esempio su tutti è il romanzo La valle della paura di Arthur Conan Doyle, facente parte della saga delle avventure di Sherlock Holmes. Inoltre, è l'agenzia per cui lavora Booker DeWitt, il protagonista del videogioco BioShock Infinite. Altro rimando è presente nel fumetto Tex della Sergio Bonelli Editore, nella quale il protagonista interagisce spesso con gli agenti della Pinkerton. Un fumetto con vita breve (Judas, sempre della Bonelli, all'epoca Daim Press) aveva per protagonista un ex bandito che diventava agente della Pinkerton. Inoltre nel videogioco Red Dead Redemption il protagonista John Marston ha un debito con due spietati agenti dell'FBI, uno dei quali (Edgar Ross, il principale antagonista) è inizialmente membro dell'agenzia. L'agenzia compare anche nel prequel Red Dead Redemption II dove, guidati dall'agente Andrew Milton, rivestono il ruolo di antagonisti principali.
Negli albi di Lucky Luke, l'agenzia è protagonista in due storie: Jesse James, in cui due inetti e comici agenti (che si rifanno a Dupont e Dupond) si fanno aiutare dal protagonista per catturare la banda del titolare fuorilegge, e nella più recente storia, Lucky Luke contro Pinkerton, in cui gli efficienti quanto invasivi metodi della Pinkerton e del suo arrogante e ligio fondatore, riescono a mettere in pensione il cowboy solitario.  
Nel romanzo Il tallone di ferro di Jack London, Ernest Everhard afferma "Ho conosciuto uomini che nelle loro diatribe contro la guerra invocavano il nome del dio della pace, intanto che distribuivano fucili ai Pinkerton per abbattere quelli che scioperavano nelle loro stesse fabbriche". Nella nota al testo dell'autore i Pinkerton sono così definiti: "In origine erano dei detective privati; ma divennero ben presto sostenitori salariati dei capitalisti e poi finirono per essere i mercenari dell'oligarchia". Un agente Pinkerton compare anche nel fumetto Ken Parker di Berardi e Milazzo (Omicidio a Washington, vol. n. 4), uscito nel settembre del 1977.
Pinkerton è anche il nome del "super  smacchiatore" che ha ragione delle macchie di sangue lasciate dal fantasma nel racconto "Il fantasma di Canterville" di Oscar Wilde.